# شعب ذيبان (حزم العدين)

تعديل مصدري - تعديل

شعب ذيبان محلة تابعة لقرية القتيب، التابعة لعزلة بني وائل بمديرية حزم العدين إحدى مديريات محافظة إب في الجمهورية اليمنية، بلغ تعداد سكانها 23 حسب تعداد اليمن لعام 2004.